# Хитрук, Анастасия Андреевна
Анастасия Хитрук (род. август 1974, Москва) — американская скрипачка.

## Биография
Была ученицей Дороти Делэй в Джульярдской школе. Сделала много записей, три из которых были для Nachos: Handoshkin #8.570028, Fremy Nominated. Miklos Rosa Violin Concerto #8.570350, и Léon de Saint-Lubin #8.572019. Несколько работ, написанных о Хитрук, включают "Голлум " Майкла Колины.
Её родители — Андрей Хитрук и Елена Татульян. Она из музыкальной семьи: её родители играли на фортепиано. Также она является внучкой аниматора Фёдора Хитрука.